# لاكلان مردوخ
لاكلان مردوخ (بالإنجليزية: Lachlan Murdoch) هو شخصية أعمال كندي، ولد في 8 سبتمبر 1971 في لندن في المملكة المتحدة.

## وصلات خارجية
- لاكلان مردوخ على موقع مونزينجر (الألمانية)
- لاكلان مردوخ على موقع إن إن دي بي (الإنجليزية)